# Helios Klinikum Duisburg
Das Katholische Klinikum Duisburg GmbH, kurz KKD, war ein Verbund katholischer Einrichtungen in Duisburg, der Ende der 1990er Jahre entstand.
Zum Verbund zählten:
- St. Johannes-Hospital in Duisburg/Alt-Hamborn, ein Krankenhaus der Maximalversorgung
- St. Vincenz-Hospital in Duisburg/Stadtmitte
- Marien-Hospital in Duisburg/Hochfeld
- St. Barbara Hospital Neumühl
- Rhein-Klinik, eine Rehabilitationsklinik, in Duisburg/Beeckerwerth
- St. Vincenz Altenheim an dem St. Vincenz Hospital
- St. Barbara Altenheim Neumühl

## Verkauf an Helios
Die wirtschaftliche Situation des KKD spitzte sich Anfang der 2010er Jahre immer mehr zu. Auch Massenentlassungen Ende 2010 halfen nicht, das Klinikum zu retten. Im November 2011 übernahmen die zum Gesundheitskonzern Fresenius gehörenden Helios Kliniken 51 % der Anteile am KKD. Die verbliebenen 49 % am KKD halten eine gemeinsame Gesellschaft des Bistums Essen und der kirchlichen St. Elisabeth GmbH.
Nach Angaben des Helios-Konzerns standen zum Zeitpunkt dieser Übernahme die vier Krankenhäuser des Katholischen Klinikums vor der Insolvenz.
Im Zuge der Sanierung wurde das St. Barbara-Hospital geschlossen und die zuletzt dort beheimateten Fachabteilungen ab Juli 2013 zum St. Johannes-Hospital verlagert. Im Jahr 2017 wurde der Neubau der Helios Marien Klinik eröffnet, gleichzeitig wurde der Krankenhausbetrieb im St. Vincenz Hospital eingestellt.